# Смоленское армянское кладбище
Смоленское армянское кладбище (или Армянское кладбище) — кладбище в Санкт-Петербурге, основанное в 1791 году.
Расположено на северном берегу реки Смоленки рядом со Смоленским православным и Смоленским лютеранским кладбищами. На территории расположена армянская церковь Святого Воскресения Христова.

## История
- 1714 год — вардапет Минас обращается к Петру I с прошением разрешить построить армянскую церковь. Необходимость молитвенного дома исходила из многочисленности армянской общины, в которую к этому времени входило уже 30 дворов.
- 29 января 1725 года Синод даёт разрешение на строительство храма, но его строительство по неясным причинам не началось.
- В 1740 году купец Ширванов, глава армянской общины, вновь получает разрешение на строительство церкви на Васильевском острове (куратор проекта — Карло Трезини), но строительство вновь прерывается.
- В мае 1770 года коллежский советник Иван Лазаревич Лазарев (Ованес Лазарян) обращается к Екатерине II с прошением о дозволении возведения армянской церкви, после чего, год спустя, под руководством архитектора Ю. М. Фельтена на Невском проспекте напротив Гостиного двора было начато строительство церкви Святой Екатерины.
- 18 февраля 1780 года церковь была освящена армянским архиепископом Иосифом (Аргутинским).
- 15 (26) февраля 1791 года в связи с прошением протопопа Стефана (Лорис-Меликова) императрица Екатерина II своим указом[2] повелела выделить место на берегу реки Смоленки рядом с лютеранским кладбищем для отдельного армянского кладбища и разрешила построить каменную церковь.
- Около 1797 года церковь была освящена[3] и получила своё нынешнее именование (Святого Воскресения Христова). Постепенно вокруг неё выросло небольшое кладбище (около 400 захоронений к концу XIX века).
- В 1923 году храм был закрыт, позже часть надгробий была перенесена в Музей городской скульптуры.
- С 1939 года захоронения прекращены. Позже большая часть кладбища была снесена и на его территории было устроено футбольное поле.
- В 1988 году церковь была возвращена верующим, прошли первые богослужения, началось восстановление сохранившейся части кладбища.

## Захоронения
Наиболее известные, представляющие исторический интерес захоронения, составлено по материалам работ В. Н. Аматуни в книге А. В. Кобака и Ю. М. Пирютко и В. И. Саитова:
- Агаси-бек Авшаров, Александр Александрович (1834—1907) — российский военачальник, генерал от кавалерии
- Айрапетян А. (ск. 1803)
- Акимов А. Д. (1801—1853) — дворянин
- Акимова А. Л. (1817—1847) — дворянка
- Акимова К. А. (1853—1857)
- Аксентов В. С. (ск. 1933)
- Амиди О. (1789—1849)
- Арамянц И. М. (ск. 1910)
- Арапетов Я. И. (1812—1847) — надворный советник
- Аргутинский-Долгорукий И. Ф. (ск. 1839)
- Аристакесян Г. Т. (1849—1916)
- Ахвердов В. Ф. (1834—1914)
- Балиоз М. К. (1856—1879)
- Берникова А. И. (ск. 1823)
- Богданов С. (ск. 1848)
- Гайрабетов К. Н. (ск. 1906) — химик-естественник
- Гамазов М. А.
- Делянов И. Д. — министр просвещения
- Драницын А. А. (1853—1918)
- Драницын Д. А. (1866—1916)
- Иванян, Христофор Иванович (1920—1999) — генерал-лейтенант
- Калантарян, Рубина Рубеновна (1925—2024) — певица, народная артистка РФ
- Кегамянц Г. (1838—1908)
- Кемурджиан А. Л. (1921—2003) — конструктор планетоходов.
- Лейброк А. А. (1815—1879)
- Лорис-Меликов С.
- Маничаров И. М. (1765—1815)
- Михайлов И. Г. (1775—1822)
- Патканов К. П. (1833—1889)
- Попов Ф. А. (1886—1933)
- Папазяны В. Ф., М. В. и О. И. — семья Ваграма Папазяна (супруга, дочь и внучка)
- Сааруни-Гамазов Н. А. (1826—1876)
- Серебров А. Г. (1769—1830)
- Строганов В. В. (1857—1938) — акушер-гинеколог, профессор
- Субаши Э. А. (ск. 1906) — коллежский советник
- Тамашев М. П. (1854—1906)
- Тахтаджян А. Л. (1910—2009) — ботаник, биолог-эволюционист; академик РАН.
- Тер-Асцватурян (1746—1799)
- Тер-Степанов С. И. (1810—1857)
- Тер-Степанова М. И. (1886—1921) — инженер-электрик
- Трактина Л. А. (1915—1936)
- Улезко-Строганова К. П. (1858—1943) — акушер-гинеколог, профессор, Заслуженный деятель науки
- Фиралов Г. П. (ск. 1823) — поэт, автор самоучителя грузинского языка.
- Фиралов З. (1787—1820) — лейб-гвардии штабс-капитан, участник Отечественной войны 1812 года
- Халдаров Г. И. (1732—1787)
- Хантарджан Г. (1835—1906)
- Харазов И. Е. (1808—1868)
- Хастатов А. В. (1756—1809) — генерал-майор, двоюродный дед М. Ю. Лермонтова
- Ходжейнатов А. А. (1833—1888)
- Худобашев А. М. (1780—1862)
- Челабов М. И. (1782—1834)
- Шаншиев Николай Самойлович (1807—1884)
- Шаристанов П. П. (1774—1823)
- Ярамышев Х. А. (ск. 1918)

## Интересные факты
- Согласно отдельным источникам, в Церкви Святого Воскресения на кладбище хранилась надгробная плита с могилы А. В. Суворова[7].
- Надписи на могилах позволяют чётко определить социальное распределение членов армянской общины по роду деятельности: купцы, военные, чиновники, педагоги, врачи, переводчики.
- Изначально захоронений было немного, что позволяло ориентировать могилы строго с запада на восток и оставлять между ними широкие прямые проходы[8].

## Галерея
- Церковь Воскресения Христова
- Усыпальница
- Усыпальница
- Могилы семьи Строгановых
- Могилы Гамазовых
- Могила Арапетова
- Могила М.К. Балиоза
- Могила К. П. Улезко-Строгановой